# NGC 7534
NGC 7534 is een onregelmatig sterrenstelsel in het sterrenbeeld Vissen. Het hemelobject werd op 1 oktober 1864 ontdekt door de Duitse astronoom Albert Marth.

## Burnham 714 (HD 219200)
Vanaf de Aarde gezien bevindt het stelsel NGC 7534 zich net ten zuidoosten van de ster β 714 (Burnham 714, ook wel HD 219200). NGC 7534 vormt samen met de sterrenstelsels NGC 7530 en NGC 7532 een trio nabij β 714. Deze voorgrondster hoort echter tot het melkwegstelsel en vormt slechts schijnbaar een vierde lid van deze groep.

## Synoniemen
- MCG -1-59-6
- PGC 70781